# Christoph Grienberger
Christoph Grienberger SJ (auch Gruemberger, Grünberger) SJ (* 2. Juli 1561 in Hall; † 11. März 1636 in Rom) war ein Jesuit und Astronom.

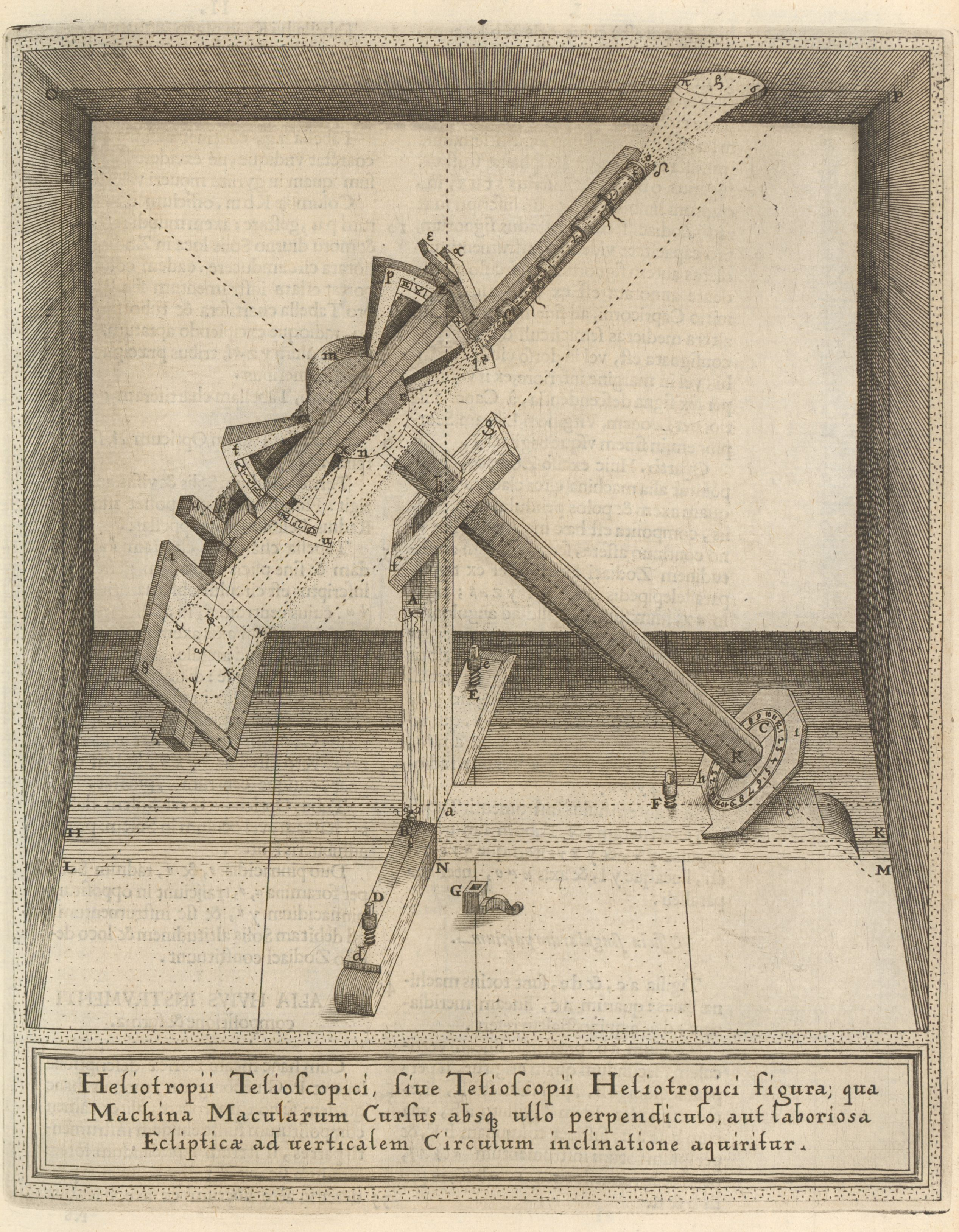
Das von Christoph Grienberger entwickelte Heliotrop. Gut erkennbar ist das Prinzip der parallaktischen Montierung, bei der eine Achse der Montierung parallel zur Erdachse steht.

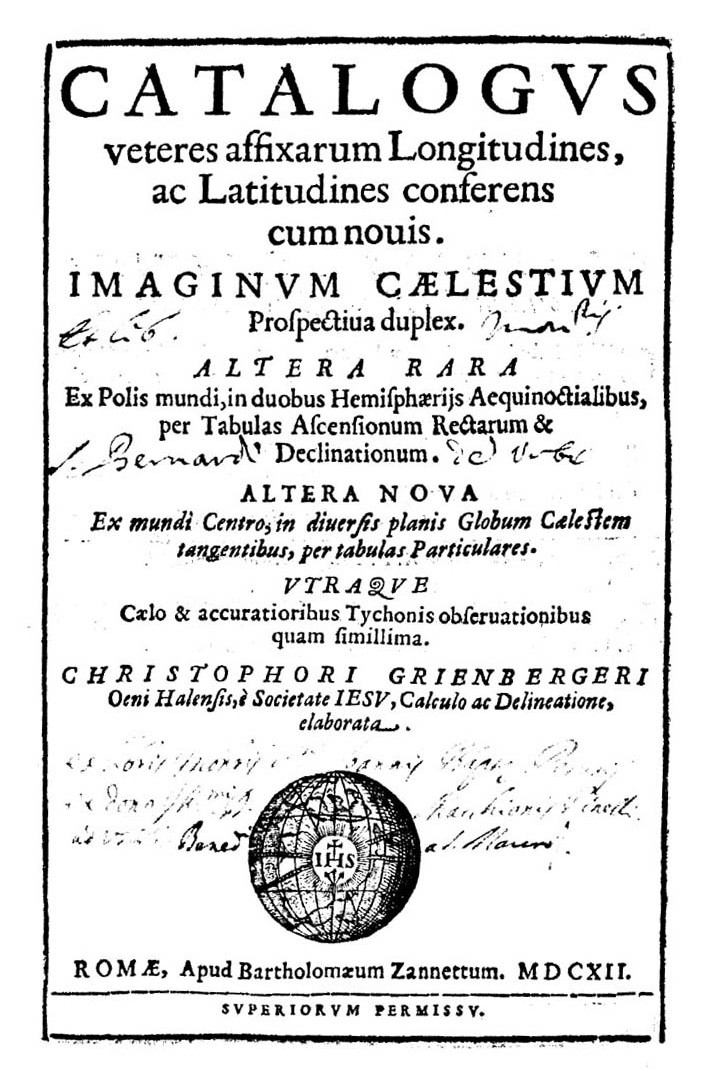
Catalogus veteres affixarum longitudines, ac latitudines conferens cum novis, 1612

## Ausbildung und Studien
Am 20. August 1580 trat er in den Jesuitenorden ein. Er studierte von 1583 bis 1584 in Prag Rhetorik und Philosophie. Ab 1587 war er Lehrer für Mathematik in Olmütz. Von 1589 bis 1591 studierte er in Wien Theologie und war Mathematiklehrer in Graz.
Ab 1595 erwarb er in Rom bei Christoph Clavius SJ, Professor im Collegium Romanum, seine astronomischen Kenntnisse. 1597 war er Professor für Mathematik in Graz und lernte dort Johannes Kepler kennen. 1612 wurde Grienberger Nachfolger von Christoph Clavius und übte dieses Professorenamt bis 1633 aus. Zu den Aufgaben der Patres Clavius und Grienberger gehörte die Ausbildung des astronomisch gebildeten Nachwuchses für die Chinamission der Jesuiten (z. B. Johann Adam Schall von Bell). Er konstruierte die äquatoriale oder parallaktische Montierung eines Teleskops.
Grienberger schrieb optische und mathematische Werke. Dazu führte er einen Briefwechsel mit vielen Persönlichkeiten seiner Zeit, vor allem mit seinen Mitbrüdern. Zu seinen Schriften gehören „Neuer Fixsternkatalog“ und „Neues Himmelsbild“.
Grienberger entwickelte mit seinem Mitbruder Christoph Scheiner für ein Heliotrop zur Sonnenflecken-Beobachtung den Vorläufer der parallaktischen Montierung des Fernrohres. Gemeinsam publizieren sie den dritten Band des Buches „Rosa Ursina sive Sol“, das die Erforschung des Planetensystems ermöglicht.

## Affäre Galilei
Grienberger war zu der Zeit, als Galileo Galilei 1616 zuerst ermahnt und 1633 verurteilt wurde, leitender Mathematiker am Collegium Romanum. In einem Brief vom 22. Jänner 1611 an seinen Freund Galilei bekennt er, „dass er von Widerspruch und Zweifel gegen alles, was er in Galileis Botschaft berichtet fand, durch eigene Beobachtung zur vollen Anerkennung bekehrt worden sei und dass er gegen Beobachtungen Widerspruch erhoben habe, die er viel mehr hätte bewundern, verehren und verteidigen müssen. … Hart sei es auf Meinungen zu verzichten, die sich seit vielen Jahrhunderten eingebürgert haben und die durch die Autorität so vieler Weisen bekräftigt worden sind …“
Galilei erhielt im April 1611 von den Jesuitenpatres, darunter Grienberger, ein wohlwollendes Gutachten, das von Kardinal Roberto Bellarmino, dem Ankläger der damaligen Inquisition, angefordert worden war. Sie beschränkten sich auf die reine Beschreibung astronomischen Beobachtungen und vermieden jede Schlussfolgerung, wie z. B. die, dass wegen der Phasen der Venus diese um die Sonne kreisen müsse.
Der Generalobere Claudio Acquaviva SJ gab 1614 eine Weisung an die Mitglieder des Jesuitenordens, die Ansichten des Aristoteles zu verteidigen, d. h. am geozentrischen System festzuhalten. Kardinal Bellarmino meinte in einem Brief vom 12. April 1615 an den Theologen und Astronom Paolo Antonio Foscarini, dass Galilei das heliozentrische Weltsystem des Nicolaus Copernicus nur als eine Hypothese hätte behandeln sollen. Galilei hoffte auf den Beistand seines Freundes Grienberger. Dieser Sachverständige, der entscheiden sollte blieb jedoch zurückhaltend: Galilei hätte erst einmal astronomische Beweise für das kopernikanische System darlegen und sich dann mit der Heiligen Schrift befassen sollen. Galilei akzeptierte die Ansicht Grienbergers, meinte aber, dass ein Strahl der göttlichen Weisheit auch einmal den niedrigen Verstand erleuchten könne. In einem Brief vom 25. Juli 1634 an Elia Diodati zitierte Galilei Grienberger: „Wenn der Galileo es verstanden hätte, sich das Wohlwollen der Patres dieses Collegiums zu bewahren, so würde er ruhmreich in der Welt leben, und es wäre ihm nichts von seinem Unglück widerfahren, und er hätte nach seinem Gutdünken über eine jegliche Materie schreiben können, ich sage, selbst über die Bewegung der Erde, etc.“
Nachfolger Grienbergers am Collegium Romanum wurde im November 1633 Athanasius Kircher SJ.
Nach Grienberger ist der Mondkrater Gruemberger benannt.

## Werke
- Catalogus veteres affixarum longitudines ac latitudines conferens cum novis stellis (Rom 1612)
- Nova imaginum caelestium prospectiva (Rom 1612)
- Speculum ustorium verae ac primigenae suae formae restitutum (Rom 1613)
- Rerum mathematicarum opus (Rom 1624)
- Euclidi sex primi Elementorum Geometricum libri (Rom 1629)